# Culicoides heteroclitus
Culicoides heteroclitus is een muggensoort uit de familie van de knutten (Ceratopogonidae). De wetenschappelijke naam van de soort is voor het eerst geldig gepubliceerd in 1965 door Kremer & Callot.